# (39971) József
(39971) József, désignation internationale (39971) Jozsef, est un astéroïde de la ceinture principale.

## Description
(39971) Jozsef est un astéroïde de la ceinture principale. Il fut découvert le 2 avril 1998 à Piszkesteto par László L. Kiss et Krisztián Sárneczky. Il présente une orbite caractérisée par un demi-grand axe de 2,54 UA, une excentricité de 0,25 et une inclinaison de 8,4° par rapport à l'écliptique.

## Compléments